# Silene niederi
Silene niederi là loài thực vật có hoa thuộc họ Cẩm chướng. Loài này được Heldr. miêu tả khoa học đầu tiên năm 1859.